# Mikroklimat
Mikroklimat – klimat charakterystyczny dla małej części środowiska, której odrębność jest wynikiem specyfiki układu czynników ją tworzących, np. wysokością i wahaniami temperatury, wilgotności, prędkością ruchu powietrza itp. Określonym mikroklimatem może się charakteryzować zarówno obszar geograficzny (np. miejscowość, kotlina, czy wąwóz), jak i twór sztuczny zbudowany przez człowieka (wnętrze samochodu, mieszkanie, hala produkcyjna).
Mikroklimat kształtują zjawiska zachodzące w ok. 2-metrowej warstwie powietrza przylegającego do powierzchni gruntu oraz na powierzchni styku z podłożem, związane są przede wszystkim z warunkami lokalnymi powierzchni terenu (mikrorelief, ekspozycja, szata roślinna itp.). Ścisła zależność od niejednorodności powierzchni podłoża powoduje, że mikroklimat, nawet w obrębie tego samego topoklimatu, cechuje duża zmienność, zarówno w kierunku pionowym, jak i poziomym. Można wobec tego mówić o mikroklimacie polany leśnej, strefy brzegowej lasu, kałuży, asfaltowej ulicy, poszczególnych pól płodozmianu, fragmentów zboczy, wzniesień i obniżeń terenu itp.
Do podstawowych czynników kształtujących mikroklimat zalicza się: temperaturę powietrza, wilgotność, ruch powietrza, promieniowanie cieplne, ciśnienie atmosferyczne, itd.
Z punktu widzenia organizmów jest to zespół czynników fizycznych bezpośrednio określających bytowe warunki organizmu lub grupy organizmów i zależy bezpośrednio od różnych przedmiotów terenowych, naturalnych lub sztucznych. Organizmy w najniższych partiach lasu żyją w innym mikroklimacie niż te, które żyją w warstwie koron drzew, jaskinia stwarza szczególny mikroklimat organizmom jaskiniowym, podobnie człowiek może stworzyć roślinom mikroklimat, uprawiając je w szklarniach lub cieplarniach.
Wszystkie części składowe mikroklimatu wywierają wpływ na samopoczucie zwierząt i ludzi, sprawność fizyczną i umysłową, na wydajność pracy oraz zachowanie dobrego stanu zdrowia. Mikroklimat decyduje także o gospodarce cieplnej organizmu.